# 860 هـ
860 هـ هي سنة في التقويم الهجري امتدت مقابلةً في التقويم الميلادي بين سنتي 1455 و1456.

## مواليد
- العليمي المقدسي